# Timorblomsterpickare
Timorblomsterpickare (Dicaeum hanieli) är en fågelart i familjen blomsterpickare inom ordningen tättingar.

## Utbredning och systematik
Fågeln förekommer endast på ön Timor i västra Små Sundaöarna.  Den kategoriserades tidigare som underart till Dicaeum sanguinolentum, men urskiljs sedan 2016 som egen art av Birdlife International och IUCN, sedan 2024 även av IOC.

## Status
Den kategoriseras av IUCN som livskraftig.